# Kim Jae-won
Kim Jae-won  (en hangul, 김재원; nacido el 18 de febrero de 1981) es un actor de Corea del Sur. Es conocido en particular por las series televisivas Romance (2002), Listen to My Heart (2011), May Queen (2012) y The Scandal (2013).

## Carrera profesional
Kim Jae-won hizo su debut como actor en 2001 en la comedia Honey Honey. Saltó al estrellato un año después cuando interpretó a un estudiante de secundaria que se enamora de su maestra (interpretada por Kim Ha-neul) en la exitosa serie Romance de 2002. Rival (con So Yoo-jin) y My Love Patzzi (con Jang Na-ra y Kim Rae-won) aumentaron aún más su fama.
Volvió a trabajar con la coprotagonista de Rival, Kim Min-jung, en Land of Wine (2003), donde interpretaron a una pareja joven que intenta recrear el licor tradicional en medio de una disputa familiar. Luego, en 2004, protagonizó junto a Sun Feifei Beijing My Love, una coproducción surcoreana-china que fue filmada en un 80% en China. También apareció en la comedia romántica 100 Days with Mr. Arrogant, seguida de un papel secundario en My 19 Year Old Sister-in-Law.
En Wonderful Life (2005), el personaje de Kim lidia con las consecuencias de una aventura de una noche en Singapur que conduce al matrimonio joven (con Eugene) y la paternidad. Después de interpretar a un gángster de tercera categoría que hereda una guardería y se enamora de una maestra (interpretada por Han Ji-min) en Great Inheritance (2006), Kim fue elegido para su primer papel en un drama histórico como un noble o yangban enamorado de una gisaeng en Hwang Jini (la coprotagonista del precedente Mr. Arrogant, Ha Ji-won, interpretó el papel principal). Kim rodó después la serie china First Love, que se transmitió por CCTV en 2008.
Kim se alistó el 23 de marzo de 2009 para cumplir con su servicio militar obligatorio y fue asignado a la Agencia de Medios de Defensa. Fue licenciado el 24 de enero de 2011.
En su regreso como actor, Kim se unió al reparto de Listen to My Heart, en un papel por el que recibió elogios por su interpretación de un hombre sordo. Más tarde, él y su coprotagonista Hwang Jung-eum fueron premiados en los MBC Drama Awards de fin de año.
En el otoño de 2011, Kim firmó para protagonizar Me Too, Flower! junto a Lee Ji-ah. Pero el primer día de rodaje, el 4 de octubre, resultó herido cuando el ciclomotor en el que viajaba se averió y aceleró de improviso. Después de ser diagnosticado con un hombro dislocado, fractura ósea y ligamentos y cartílagos desgarrados, se retiró de la serie y fue reemplazado por Yoon Shi-yoon. Kim canceló todas sus actividades durante diez meses para someterese a rehabilitación con el Dr. Na Young-mu (conocido como el médico de la patinadora artística Yuna Kim), hasta recuperarse por completo.
En 2012, Kim regresó a la pantalla chica junto a Han Ji-hye en May Queen, que describe algunas historias de éxito de personas en la industria de la construcción naval. Más tarde ganó el premio a la gran excelencia en una serie, en los MBC Drama Awards (también fue el presentador de la ceremonia). Kim también fue presentador de Get It Beauty HOMME, una «guía de belleza para hombres» en el canal de cable OnStyle.
Aunque inicialmente se hizo popular debido a su piel clara y su radiante sonrisa (lo que le valió el apodo de «ángel sonriente» entre los fanes), con los años Kim ha cultivado una imagen de tipo duro. Este físico se mostró en su serie sucesiva The Scandal (2013), donde interpretó a un detective que descubre que el hombre que considera su padre lo secuestró cuando era niño arrebatándolo a su familia biológica.
En 2014, Kim se unió a Four Sons and One Daughter, un programa de telerrealidad con cuatro celebridades masculinas y una estrella invitada femenina que forman una familia mientras viven con padres falsos en el campo. También comenzó a presentar el programa de actualidad The Real Story Eye, que reconstruye casos para descubrir los hechos que se esconden detrás de los rumores y las especulaciones. Más tarde ese año, firmó con una nueva agencia, Will Entertainment.
Kim volvió a los dramas de época en 2015 con Splendid Politics, interpretando al villano Rey Injo.
En God's Quiz: Reboot interpretó el papel del lunático Hyeon Sang-pil, continuando así a ampliar y diversificar el espectro de sus personajes.
En 2020 estableció una agencia de entretenimiento unipersonal con su gerente, con quien ha estado trabajando durante 20 años.

## Vida personal
Kim se casó con Park Seo-yeon (que estaba embarazada de tres meses en ese momento) el 28 de junio de 2013 en Raum Wedding Hall en Yeoksam-dong, Seúl. Ambos eran amigos de la infancia que comenzaron a salir en octubre de 2012. Park es hija del jefe de una agencia de publicidad y trabaja en la gerencia de una agencia de modelos. Su hijo Yi-jun, apodado «Cielo», nació en diciembre de 2013. Yi-jun apareció ante la cámara por primera vez cuando su padre apareció como invitado en Stars' Top Recipe en Fun-Staurant.

## Filmografía

### Series de televisión
| Año  | Título                                     | Papel                   | Canal | Ref.   |
| ---- | ------------------------------------------ | ----------------------- | ----- | ------ |
| 2001 | Honey Honey                                | Kim Jae-won             | SBS   |        |
| 2001 | You say it’s Love, but I think it’s Desire | Han Seung-jae           | SBS   |        |
| 2001 | Wuri's Family                              | Han Wu-ri               | MBC   |        |
| 2002 | Romance                                    | Choi Kwan-woo           | MBC   |        |
| 2002 | Rival                                      | Kang Woo-hyuk           | SBS   |        |
| 2002 | My Love Patzzi                             | Kang Seung-joon         | MBC   |        |
| 2003 | Land of Wine                               | Seo Jun                 | SBS   |        |
| 2004 | Beijing My Love                            | Na Min Kook             | KBS   |        |
| 2004 | My 19 Year Old Sister-in-Law               | Kang Min-jae            | SBS   |        |
| 2005 | Wonderful Life                             | Han Seung-wan           | MBC   |        |
| 2006 | Great Inheritance                          | Kang Hyun-se            | KBS   |        |
| 2006 | Hwang Jini                                 | Kim Jung-han            | KBS   |        |
| 2008 | First Love                                 | Zhang Sheng/Jean Wu     | CCTV  |        |
| 2011 | Listen to My Heart                         | Cha Dong-joo            | MBC   |        |
| 2012 | May Queen                                  | Kang San/Ryan Gass Kang | MBC   |        |
| 2013 | The Scandal                                | Ha Eun-joong            | MBC   |        |
| 2015 | Splendid Politics                          | Príncipe Neungyang      | MBC   |        |
| 2016 | Father, I'll Take Care of You              | Lee Hyun-woo            | MBC   |        |
| 2018 | Let Me Introduce Her                       | Han Kang-woo            | SBS   | [ 39 ] |
| 2018 | Quiz of God - Season 5: Reboot             | Hyeon Sang-pil          | OCN   | [ 40 ] |

### Películas
| Año  | Título                     | Papel            |
| ---- | -------------------------- | ---------------- |
| 2004 | 100 Days with Mr. Arrogant | Ahn Hyung-jun    |
| 2007 | Agent J                    | Guardaespaldas S |

### Espectáculos de variedades
| Año           | Título                            | Canal     | Notas                                                    |
| ------------- | --------------------------------- | --------- | -------------------------------------------------------- |
| 2002          | Inkigayo                          | SBS       | 20 de enero de 2002 - 18 de agosto de 2002               |
| 2012          | Get It Beauty HOMME               | OnStyle   | 16 de septiembre de 2012 - 7 de octubre de 2012          |
| 2012          | Survival                          | MBC       | Narrador. 26 de diciembre de 2012 - 6 de febrero de 2013 |
| 2014          | Four Sons and One Daughter        | MBC       | 3 de enero de 2014 – 23 de mayo de 2014                  |
| 2014–2017     | The Real Story Eye                | MBC       |                                                          |
| 2017–2018     | Magic Control                     | TV Chosun |                                                          |
| 2020–presente | Stars' Top Recipe at Fun-Staurant | KBS2      |                                                          |

### Apariciones en vídeos musicales
| Año  | Título de la canción        | Artista                        | País          |
| ---- | --------------------------- | ------------------------------ | ------------- |
| 2001 | «Thank her - S#1. Bus Stop» | Lee Soo-young                  | Corea del Sur |
| 2001 | «Thank her - S#2. Fantasy»  | Lee Soo-young                  | Corea del Sur |
| 2001 | «Thank her - S#3. Cafe»     | Lee Soo-young                  | Corea del Sur |
| 2002 | «Silent Goodbye»            | Leeds                          | Corea del Sur |
| 2005 | «함께 있음을»               | Ditto & Sympathy 2 compilation | Corea del Sur |
| 2007 | «Agent J»                   | Jolin Tsai                     | Taiwán        |
| 2007 | «Alone»                     | Jolin Tsai                     | Taiwán        |
| 2007 | «Fear-free»                 | Jolin Tsai                     | Taiwán        |
| 2011 | «초연»                      | Kan Jong-wook                  | Corea del Sur |
| 2014 | «Talk about love»           | V.A.                           | Corea del Sur |

## Discografía

### Sencillos
| Título                           | Detalles disco                                                                         | Lista |         |         |
| Japonés                          | Japonés                                                                                | Japonés | Japonés | Japonés |
| -------------------------------- | -------------------------------------------------------------------------------------- | --- | ------- | ------- |
| Onaji Sora no Shita (同じ空に下) | - Publicado el 23 de julio de 2008 - Etiqueta: 中之島レーベル - Formato: CD            | Ver listaPistas 1. Promise~同じ空に下~ 2. I Miss You 3. Promise~同じ空の下~ (Coreano) 4. I Miss You (Korean) 5. Promise~同じ空の下~ (Instrumental) 6. I Miss You (Instrumental) |         |         |
| Coreano                          |                                                                                        | |         |         |
| Stay in the Moment               | - Publicado el 28 de octubre de 2013 - Etiqueta: Uncle Pop - Formato: Descarga digital | Ver listaPistas 1. My Woman 2. My Woman (Instrumental) |         |         |

### Colaboraciones
| Año  | Artista | Título canción    | Álbum                          |
| ---- | ------- | ----------------- | ------------------------------ |
| 2014 | V.A.    | «Talk about love» | Relief Project of W-Foundation |

## Premios y nominaciones
| Año  | Premio                                   | Categoría                                                             | Papel                             | Resultado | Ref.   |
| ---- | ---------------------------------------- | --------------------------------------------------------------------- | --------------------------------- | --------- | ------ |
| 2002 | 18th Korea Best Dresser Awards           | Mejor vestido (categoría actor de televisión)                         | —                                 | Ganador   |        |
| 2002 | MBC Drama Awards                         | Mejor actor revelación                                                | Romance                           | Ganador   |        |
| 2002 | MBC Drama Awards                         | Premio a la popularidad                                               | Romance                           | Ganador   |        |
| 2002 | SBS Drama Awards                         | Premio New Star                                                       | Rival                             | Ganador   |        |
| 2002 | SBS Drama Awards                         | Premio a la popularidad                                               | Rival                             | Ganador   |        |
| 2002 | SBS Drama Awards                         | Premio SBSi                                                           | Rival                             | Ganador   |        |
| 2002 | SBS Drama Awards                         | Top 10 Stars                                                          | Rival                             | Ganador   |        |
| 2005 | 1st China Drama Billboard Awards         | Actor extranjero más popular                                          | Beijing My Love                   | Ganador   |        |
| 2010 | 4th Korea Cable TV Broadcasting Awards   | Premio Estrella del Año                                               |                                   | Ganador   |        |
| 2011 | Jaekyung Ilbo's 2011 Star of the Year    | Mejor actor                                                           | Listen to My Heart                | Ganador   |        |
| 2011 | 4th Korea Drama Awards                   | Mejor actor                                                           | Listen to My Heart                | Nominado  |        |
| 2011 | MBC Drama Awards                         | Premio a la excelencia, Actor en miniserie                            | Listen to My Heart                | Ganador   | [ 10 ] |
| 2011 | MBC Drama Awards                         | Premio a la popularidad, Actor                                        | Listen to My Heart                | Ganador   | [ 10 ] |
| 2011 | MBC Drama Awards                         | Mejor pareja                                                          | Listen to My Heart                | Nominado  | [ 10 ] |
| 2012 | 20th Korea Cultural Entertainment Awards | Premio Estrella Hallyu                                                | May Queen                         | Ganador   | [ 41 ] |
| 2012 | 20th Korea Cultural Entertainment Awards | Mejor actor, Series                                                   | May Queen                         | Nominado  | [ 42 ] |
| 2012 | MBC Drama Awards                         | Gran Premio (Daesang)                                                 | May Queen                         | Nominado  |        |
| 2012 | MBC Drama Awards                         | Premio a la gran excelencia, Actor en una serie                       | May Queen                         | Ganador   |        |
| 2012 | MBC Drama Awards                         | Premio a la popularidad, Actor                                        | May Queen                         | Nominado  |        |
| 2013 | MBC Drama Awards                         | Gran Premio (Daesang)                                                 | The Scandal                       | Nominado  | [ 43 ] |
| 2013 | MBC Drama Awards                         | Premio a la gran excelencia, Actor en proyecto especial de serie      | The Scandal                       | Ganador   | [ 43 ] |
| 2013 | MBC Drama Awards                         | Premio a la popularidad, Actor                                        | The Scandal                       | Nominado  | [ 43 ] |
| 2013 | MBC Drama Awards                         | Mejor pareja                                                          | The Scandal                       | Nominado  | [ 43 ] |
| 2014 | 9th Seoul International Drama Awards     | Outstanding Korean Actor                                              | The Scandal                       | Nominado  |        |
| 2014 | 50th Baeksang Arts Awards                | Premio a la popularidad- Actor (serie TV)                             | The Scandal                       | Nominado  |        |
| 2015 | MBC Drama Awards                         | Premio a la excelencia, Actor en proyecto especial de serie           | Splendid Politics                 | Nominado  |        |
| 2015 | 23rd Korea Cultural Entertainment Awards | Mejor actor, Series                                                   | Splendid Politics                 | Ganador   | [ 44 ] |
| 2018 | SBS Drama Awards                         | Premio a la gran excelencia, Actor en serie diaria y de fin de semana | Let Me Introduce Her              | Ganador   | [ 45 ] |
| 2020 | 18th KBS Entertainment Awards            | Rookie Award in Reality Category                                      | Stars' Top Recipe at Fun-Staurant | Ganador   | [ 46 ] |